# São Pantaleão (1651)
Il galeone São Pantaleão andò perso per naufragio il 3 gennaio 1651 presso l'isola di São Miguel, mentre trasportava un carico di legname di jacaranda.

## Storia
Il galeone São Pantaleão tra il 1640, anno in cui annesso alla flotta della Corona portoghese al momento della Restaurazione, e il 1651, anno in cui andò perduto, svolse essenzialmente operazioni di pattugliamento navigando lungo la costa nel 1642, 1643 e 1647. Tra il 1644 e il 1646, il São Pantaleão prestò servizio nelle Azzorre e in Brasile, svolgendo missioni di scorta alle flotte mercantili.
Alla metà del XVII secolo l'occupazione militare olandese di Recife, con il conseguente controllo della navigazione in quella zona del Brasile, portò alla dispersione della navigazione mercantile portoghese verso porti secondari e rese difficile l'organizzazione delle carreiras de navegação e portò a grosse perdite di tonnellaggio e di carichi nazionali. I corsari olandesi approfittavano del fatto che la maggior parte dei mercanti preferivano navigare isolati, evitando i lunghi viaggi in convoglio e il pagamento delle tasse che questo sistema implicava, per depredare facilmente la navi portoghese che attraversavano l'Oceano Atlantico.
Per prevenire questo fatto re Dom João IV cercò di mantenere la sovranità portoghese sul Brasile aumentando la potenza della flotta al fine di mantenere aperta l'esportazione delle merci da e per il Brasile, fatto che comportava l'ingresso di valuta pregiata nelle casse della Corona con cui venivano pagati gli eserciti che tenevano a bada la Spagna lungo il confine, ma che consentivano anche le importazioni di cereali dal Nord Europa. Affinché le rotte del Brasile rimanessero aperte, era necessario che i corsari olandesi, nonostante l'esistenza di trattati firmati tra il Portogallo e i Paesi Bassi, fossero messi in condizioni di non nuocere.
Nel 1643, su richiesta del re, Salvador Correia de Sá e Benevides diede un suo parere su ciò che era necessario per riparare la situazione creatasi in Brasile, dando origine al Regimento del 25 marzo 1643, che istituì le flotte dei convogli. Le navi che partirono da Rio de Janeiro a marzo, si diressero verso la baia da dove salparono ad aprile, scortate da 2 galeoni di 600 tonnellate di dislocamento. Queste flotte erano costituite da navi mercantili armate con almeno 10 pezzi d'artiglieria e 25 soldati, del dislocamento di oltre 200 tonnellate.
Lo scoppio della ribellione di Pernambuco contro gli olandesi nel 1645 aumentò la pressione dei corsari olandesi, e così, tra il 1644 e il 1645, si ebbe una terza regolamentazione che istituì di un sistema di convogli per le flotte brasiliane. Di conseguenza, la situazione della navigazione mercantile portoghese divenne disperata, con gli olandesi che, tra l'inizio del 1647 e la fine del 1648, catturarono 249 navi.  Di fronte alla catastrofe, Dom João IV adottò drastiche misure che, pur cercando di mitigare le perdite, comportarono il blocco del traffico mercantile nazionale verso il Brasile.
Nel febbraio 1647, con l'occupazione dell'isola di Itaparica, nella Baia di Tutti i Santi, da parte delle truppe del colonnello Sigismund van Schkoppe la capitale coloniale fu di fatto bloccata. La notizia giunse a Lisbona, tramite una caravella, il 1 maggio dello stesso anno, e costrinse la Corona portoghese ad adottare misure eccezionali. Sia il Consiglio di Stato che padre António Vieira suggerirono la Dom João IV di inviare una armata navale dotata di una potenza di fuoco sufficiente a forzare e rimuovere il blocco navale, ed a evacuare l'isola.
Data l'urgenza della situazione, quello stesso giorno vennero inviati avvisi ai governatori di Setúbal, Porto e Algarve, insieme a una copia della lettera di Teles da Silva, governatore del Brasile. A questi ufficiali fu chiesto di inviare truppe di fanteria, munizioni e rifornimenti in Brasile a bordo di imbarcazioni leggere. La stessa richiesta fu inviata anche alle Camere di Setúbal, Porto, Viana, Aveiro, Lagos, Tavira, Faro e Portimão, le località marittime più attive del Regno di Portogallo.
Il 10 maggio Dom João IV revocò la sua decisione di vietare la partenza di qualsiasi tipo di nave per il Brasile, facendo nel contempo allestire una Armada de Socorro (Armata di Soccorso).
Tale Armata si basava essenzialmente sulla dotazione della Armada Real do Mar Oceano, e doveva essere composta da 20 navi da guerra e altre 10 a 12 navi leggere. Per questo fatto si dovettero noleggiare e armare otto navi al costo di 300.000 cruzados, con padre António Vieira che suggerì che tale importo fosse anticipato dai nuovi cristiani Duarte da Silva e Rodrigues Marques tramite un prestito alla Corona rimborsabile con le tasse da pagare previste per l'importazione dello zucchero dal Brasile.
António Teles de Meneses Conde de Vila Pouca de Aguiar fu nominato Capitão-General della Armada de Socorro, alzando la sua insegna sul galeone Bom Jesus de Portugal (Capitânia. Luís da Silva Teles fu nominato almirante e maestro di campo generale della fanteria imbarcata, alzando la sua insegna sul galeone São Baltazar, mentre Dom Fernando Teles de Faro e Dom Luís de Almeida, futuro Conde de Avintes, furono a loro volta nominati maestri di campo.
La Armada Real do Mar Oceano era composta dai galeoni Bom Jesus de Portugal, São Baltazar, São Pantaleão, Santa Margarida, Nossa Senhora da Conceição, São João Baptista o Pérola, São Pedro de Hamburgo, São João da Ribeira, São Luís, Santa Catarina, e São Tomás, dalla urca Santo António, dalla caracca Sacramento, da due mercantili, e dalle fregate Nossa Senhora do Rosário e São Bartolomeu.
Como navi ausiliarie e da esplorazione vi erano le tartane São João e São Teodósio, due caravelle e un patacho. Imbarcati a bordo 462 nobili volontari, 2350 soldati e 1000 marinai, che lasciarono il Tago il 18 ottobre 1647, accompagnati sino alla foce del fiume dal re, che fece dire messe propiziatorie alla riuscita dell'impresa.
L'obiettivo della marina reale era di espellere gli olandesi dall'isola di Itaparica, nella baia di Tutti i Santi, e non si doveva compiere altre azioni offensive. Inoltre il conte di Vila Pouca doveva assumere la carica di governatore del Brasile in sostituzione di António Teles da Silva, il quale doveva essere arrestato. Secondo gli ordini operativi, a nord dell'equatore, il comportamento con gli olandesi doveva essere amichevole in modo che i portoghesi non fossero accusati di aver infranto la tregua allora in vigore. A sud dell'equatore, a seconda delle circostanze incontrate, la linea d'azione da seguire sarebbe stata determinata da António Teles de Meneses.
Il raggiungimento del primo obiettivo del conte di Vila Pouca fu facilitato dal ritiro, il 14 dicembre, della forza olandese che occupava l'isola di Itaparica, dieci giorni prima dell'arrivo delle navi portoghesi, la vigilia di Natale, nella baia di Tutti i Santi.
Il 3 gennaio 1651, il galeone São Pantaleão, con a bordo un carico di legno di jacaranda, fece naufragio sull'isola di São Miguel, con la perdita di più di trecento uomini, che morirono annegati, mentre vi furono una trentina di superstiti tra cui il maestro di campo Dom Fernando Telles de Faro, il sergente maggiore Dom António de Azevedo e il capitano Luiz Francisco de Sampayo.
Luís Mendes de Vasconcelos, governatore generale dell'isola di São Miguel, informò immediatamente dell'accaduto il Provedor das Armadas e Naus da Índia, Mina e Guiné, João do Canto de Castro, residente sull'isola di Terceira. Oltre ai provvedimenti di soccorso ai naufraghi, il Provedor ordinò il recupero immediato dell'artiglieria di bordo avvalendosi dei servigi del subacqueo João da Cruz, che si trovava su una delle navi della flotta.
Inoltre venne recuperato anche il carico di legno di jacaranda, consegnato poi ai rispettivi proprietari che avevano pagato i diritti spettanti alla corona portoghese. Poiché non vi erano navi disponibili a São Miguel per il recupero dell'artiglieria e del legno di jacaranda, fu appositamente costruita una chiatta per conto della Fazenda Real, dotata di verricello e altre attrezzature di recupero. Poiché mancavano i materiali da costruzione, i falegnami della marina utilizzarono il legname del galeone affondato in modo che la chiatta fosse operativa il più rapidamente possibile. Il legno e il ferro recuperati dal São Pantaleão furono messi all'asta e venduti al miglior offerente.

### Annotazioni
1. ↑  Questo tentativo fu fortemente contrastato dai mercanti del Regno del Portogallo e del Brasile, presumibilmente a causa dei tempi di attesa nei porti per la spedizione, considerati eccessivi, che comportavano elevati costi di manutenzione della nave e notevoli perdite dovute al rapido deterioramento di alcune merci.
2. ↑  Lo sforzo messo in atto dal governo portoghese per la spedizione in Brasile era tale che, nell'aprile 1648, il re scrisse al Viceré dell'India Felipe Mascarenhas notificandogli che, a causa delle spese sostenute per la preparazione della Armada de Vila Pouca, i fondi rimasti non consentivano di apportare alcun miglioramento alle difese delle colonie orientali.
3. ↑  I pezzi d'argiglieria recuperati furono inventariati dal Provedor da Fazenda, António Diniz Barbosa, che ne stabilì il numero e il rispettivo calibro.

### Fonti
1. 1 2 3 4 5 6 7 8 9 10 11 12 13 14 15 16 17 18 19 20 21 22  Nautarch.
2. ↑  Esparteiro 1973, pp. 30-32.
3. ↑  Ribeiro 1992, p. 32.
4. ↑  Boxer 1949, p. 476.
5. ↑  Ribeiro 1992, p. 34.
6. ↑  Boxer 1950, p. 213.
7. ↑  Boxer 1950, p. 477.
8. ↑  Guedes 1993, p. 93.
9. ↑  Boxer 1950, p. 480.
10. ↑  Guedes 1993, p. 94.
11. ↑  Mauro 1961, pp. 272-274.
12. ↑  Guedes 1993, p. 54.
13. ↑  Guedes 1993, p. 56.
14. ↑  Guedes 1993, p. 57.
15. ↑  Boxer 1957, p. 190.
16. ↑  Boxer 1950, p. 214.
17. ↑  Boxer 1950, p. 215.
18. 1 2  Auto de 30 de Janeiro de 1551 (sic), àcerca do naufragio do Galeão S. Pantaleão, in Arquivo dos Açores, volume XII. Universidade dos Açores, Ponta Delgada,  p. 428.